# 生存的勇氣
《生存的勇氣》，是日本樂團GLAY的第7張單曲。

## 簡介
- 單曲名稱由TAKURO命名，但其他團員不喜歡這個歌名。

## 收錄曲目
1. 生存的勇氣
『rare collectives vol.4』收錄重新錄製版本。
2. Cynical
第1首由HISASHI創作的歌曲。
3. 生存的勇氣 （ORIGINAL KARAOKE）

## 收錄專輯
- BEAT out!
- DRIVE-GLAY complete BEST
- rare collectives vol.2
- THE GREAT VACATION VOL.2 〜SUPER BEST OF GLAY〜